# Culicoides remerki
Culicoides remerki är en tvåvingeart som beskrevs av Boorman och Dipeolu 1979. Culicoides remerki ingår i släktet Culicoides och familjen svidknott.
Artens utbredningsområde är Nigeria. Inga underarter finns listade i Catalogue of Life.